# Четверть доллара со стоящей Свободой
25 центов со стоящей Свободой — серебряные монеты США номиналом в 25 центов, которые чеканились с 1916 по 1930 годы. Имеет несколько разновидностей. С 1932 года в честь 200-летия со дня рождения Джорджа Вашингтона стали чеканиться 25 центов с изображением Вашингтона.

## История
25 центов со стоящей Свободой сменили аналогичную по номинальной стоимости монету с изображением бюста Свободы на аверсе. Изменение дизайна монеты было обусловлено Первой мировой войной. Вместе с 25 центами были выпущены новые типы 10- и 50-центовых монет, содержащие патриотические мотивы.
Из представленных на конкурс изображений была выбрана работа американского скульптора Гермона Макнила. 
Личность модели для дизайна аверса доподлинно неизвестна. Еще в мае 1917 года моделью для изображения Свободы, как сообщалось, была Дорис Дошер, ставшая позже актрисой немого кино под именем Дорис Дори. Эта версия была основной много лет. Дошер называли «девушкой с квотера» (англ. the girl on the quarter); она умерла в 1970 году в возрасте 88 лет. В 1972 году, через четверть века после смерти Макнила, газеты сообщили, что настоящей моделью была бродвейская актриса Ирен Макдауэл, которой к тому моменту было уже 92 года (она умерла в следующем году). Сообщалось, что её имя было скрыто из-за неодобрения её мужа (одного из партнёров Макнила по теннису). В статье, опубликованной в декабрьском номере журнала The Numismatist за 2003 год, Тимоти Б. Бенфорд-младший делает предположение, что сокрытие настоящей модели могло произойти из-за жены Макнила, которая видела в Макдауэл потенциальную соперницу. В 1982 году вдовец Дошер заявил, что, несмотря на заявление Макдауэл, для аверса квотера позировала его жена.
Монета имеет два типа. На первом (1916–1917) Свобода изображена с обнажённой грудью, что было признано недопустимым, в связи с чем изображение было немного переработано.
Монета чеканилась с 1916 по 1930 год на монетных дворах Филадельфии, Денвера и Сан-Франциско.
Их обозначение располагается на аверсе (небольшая буква слева от даты):
- отсутствует — монетный двор Филадельфии, Пенсильвания
- D — монетный двор Денвера, Колорадо
- S — монетный двор Сан-Франциско, Калифорния

## Изображение

### Аверс
На аверсе монеты изображена стоящая женщина? символизирующая Свободу. В одной руке она держит щит, а в другой — оливковую ветвь — символы миролюбия и умения защищаться и постоять за себя. Сверху находится полукруговая надпись «LIBERTY», по сторонам «IN GOD WE TRUST» и 13 звёзд, а снизу дата выпуска.
На монетах отчеканенных в 1916 и частично в 1917 (тип I) правая грудь обнажена. В последующем она была «закрыта» (тип II).

### Реверс
На реверсе изображён геральдический символ США — летящий белоголовый орлан. Между его крыльями располагается девиз «E PLURIBUS UNUM», сверху и снизу полукруговые надписи «UNITED STATES OF AMERICA» и «QUARTER DOLLAR» соответственно. На монетах I типа по бокам от орлана размещено 13 звёзд, II — 3 вынесено вниз.

## Тираж
| Год               | Отчеканено в Филадельфии        | Отчеканено в Денвере | Отчеканено в Сан-Франциско |
| ----------------- | ------------------------------- | -------------------- | -------------------------- |
| 1916              | 52 000 (около 5)                |                      |                            |
| 1917 Тип I Тип II | 8 740 000 (около 10) 13 880 000 | 1 509 200 6 224 400  | 1 952 000 5 552 000        |
| 1918              | 14 240 000                      | 7 380 800            | 11 072 000                 |
| 1919              | 11 324 000                      | 1 944 000            | 1 836 000                  |
| 1920              | 27 860 000                      | 3 586 400            | 6 380 000                  |
| 1921              | 1 916 000                       |                      |                            |
| 1923              | 9 716 000                       |                      | 1 360 000                  |
| 1924              | 10 920 000                      | 3 112 000            | 2 860 000                  |
| 1925              | 12 280 000                      |                      |                            |
| 1926              | 11 316 000                      | 1 716 000            | 2 700 000                  |
| 1927              | 11 912 000                      | 976 000              | 396 000                    |
| 1928              | 6 336 000                       | 1 627 600            | 2 644 000                  |
| 1929              | 11 140 000                      | 1 358 000            | 1 764 000                  |
| 1930              | 5 632 000                       |                      | 1 556 000                  |

(в скобках обозначено количество монет качества пруф)
Суммарно за всё время было отчеканено более 226 миллионов 25-центовых монет со стоящей Свободой.